# Liste der Nickelodeon-Sendungen

Aktuelles Logo des Senders Nickelodeon

Die Liste der Nickelodeon-Sendungen ist eine vollständige Zusammenstellung von derzeitigen und ehemaligen Formaten der deutschsprachigen Ableger des US-Fernsehsenders Nickelodeon sowie der morgendlichen Sparte Nick Jr. und des ehemaligen Abendprogramms Nicknight.

## Derzeit ausgestrahlte Sendungen nach Produktionsland
| Name                                          | Produktionsjahre | Sender der deutschen Erstausstrahlung | Ausgestrahlt in Deutschland | Ausgestrahlt in Österreich / Schweiz | Ausgestrahlt auf Nicknight |
| --------------------------------------------- | ---------------- | ------------------------------------- | --------------------------- | ------------------------------------ | -------------------------- |
| Argentinien                                   |                  |                                       |                             |                                      |                            |
| NOOBees                                       | seit 2018        | Nickelodeon                           | Ja                          | Ja                                   | Nein                       |
| Deutschland                                   |                  |                                       |                             |                                      |                            |
| Spotlight                                     | seit 2016        | Nickelodeon                           | Ja                          | Ja                                   | Nein                       |
| Israel                                        |                  |                                       |                             |                                      |                            |
| Nickelodeon's Spyders                         | seit 2020        | Nickelodeon                           | Ja                          | Ja                                   | Nein                       |
| Italien                                       |                  |                                       |                             |                                      |                            |
| Winx Club                                     | seit 2003        | RTL II                                | Ja                          | Ja                                   | Nein                       |
| Vereinigtes Königreich                        |                  |                                       |                             |                                      |                            |
| Goldies Oldies                                | seit 2021        | Nickelodeon                           | Ja                          | Ja                                   | Nein                       |
| Vereinigte Staaten                            |                  |                                       |                             |                                      |                            |
| All That                                      | seit 2019        | Nickelodeon                           | Ja                          | Ja                                   | Nein                       |
| Big Nate                                      | seit 2022        | Nickelodeon                           | Ja                          | Ja                                   | Nein                       |
| Cosmo & Wanda: Wenn Elfen weiterhelfen        | seit 2022        | Nickelodeon                           | Nein                        | Ja                                   | Nein                       |
| Danger Force                                  | seit 2020        | Nickelodeon                           | Ja                          | Ja                                   | Nein                       |
| Das ist Pony!                                 | seit 2020        | Nickelodeon                           | Ja                          | Ja                                   | Nein                       |
| Der Aufstieg der Teenage Mutant Ninja Turtles | seit 2018        | Nickelodeon                           | Ja                          | Ja                                   | Nein                       |
| Die Barbarin und der Troll                    | seit 2021        | Nickelodeon                           | Ja                          | Ja                                   | Nein                       |
| Die Casagrandes                               | seit 2019        | Nickelodeon                           | Ja                          | Ja                                   | Nein                       |
| Die Patrick Star Show                         | seit 2021        | Nickelodeon                           | Ja                          | Ja                                   | Nein                       |
| Drama Club                                    | seit 2021        | Nickelodeon                           | Ja                          | Ja                                   | Nein                       |
| Ein Mädchen namens Lay Lay                    | seit 2021        | Nickelodeon                           | Ja                          | Ja                                   | Nein                       |
| Middlemost Post                               | seit 2022        | Nickelodeon                           | Ja                          | Ja                                   | Nein                       |
| Nickelodeon's Unfiltered                      | seit 2020        | Nickelodeon                           | Ja                          | Ja                                   | Nein                       |
| Overlord und die Underwoods                   | seit 2021        | Nickelodeon                           | Ja                          | Ja                                   | Nein                       |
| Rugrats (2021)                                | seit 2021        | Nickelodeon                           | Ja                          | Ja                                   | Nein                       |
| Side Hustle                                   | seit 2020        | Nickelodeon                           | Ja                          | Ja                                   | Nein                       |
| Star Trek: Prodigy                            | seit 2021        | Nickelodeon                           | Nein                        | Ja                                   | Nein                       |
| SpongeBob Schwammkopf                         | seit 1999        | Super RTL                             | Ja                          | Ja                                   | Ja                         |
| The Astronauts                                | seit 2020        | Nickelodeon                           | Ja                          | Ja                                   | Nein                       |
| Tyler Perry’s Young Dylan                     | seit 2020        | Nickelodeon                           | Ja                          | Ja                                   | Nein                       |
| Warped!                                       | seit 2022        | Nickelodeon                           | Ja                          | Ja                                   | Nein                       |
| Willkommen bei den Louds                      | seit 2016        | Nickelodeon                           | Ja                          | Ja                                   | Ja                         |

### Nick Jr.

#### Russland
- Kid-E-Cats (seit 2015)

#### USA
- Blaze und die Monster-Maschinen (seit 2014)
- Bubble Guppies (seit 2011)
- Butterbean’s Café (seit 2018)
- Shimmer und Shine (seit 2015)

#### Großbritannien
- Nella, die Ritterprinzessin (seit 2017)
- Olive der Strauß (seit 2011)
- Sunny Day (seit 2017)

#### Kanada
- PAW Patrol (seit 2013)

## Ehemals laufende Sendungen nach Produktionsland
(Sender der Erstausstrahlung der Sendung, falls diese nicht auf Nickelodeon erfolgte)

### Nickelodeon

#### Australien
- Yakkity Yak

#### Argentinien
- Rebelde Way – Leb dein Leben

#### Dänemark
- Hero Factory

#### Deutschland
- Alles Nick!
- Artzooka!
- Cheeese
- Das Haus Anubis
- Das Haus Anubis rockt Nick Talent / Nick Talent
- Die nickelodeon Clipshow (Übernahme von Die dümmsten... von Comedy Central)
- Die Torpiraten
- Hey Nickelodeon
- Hotel 13
- GEOlino TV
- Jung und Wild
- LAX – Follow The Black Pony
- Kids Top 20
- Nick Talent
- Nickelodeon Kids’ Choice Awards
- Nickelodeon Weltbeschützer
- Pferdegeflüster
- Quatsch mit Soße
- Spielegalaxie (Österreichische Version mit Thomas Brezina lief zuvor schon auf Super RTL)
- Team Planet (Nicktoons)
- Was ist was TV (Super RTL)

#### Frankreich
- Das Geheimnis von Mu
- Die Gnoufs
- Emma Alien
- Flatmania
- Generation Ninja (Jetix)
- Groove High: Die Tanzschule
- Groove High
- Oggy und die Kakerlaken (ProSieben)
- Rekkit Riesenhase
- Skyland
- Totally Spies (Super RTL)

#### Italien
- Grisu, der kleine Drache (ZDF)
- Huntik (RTL II)
- Pop Pixie

#### Japan
- BeyWheelz
- Yu-Gi-Oh! (RTL II)
- Yu-Gi-Oh! ZEXAL (RTL II)
- Beyblade: Metal Fusion

#### Kanada
- Allein unter Jungs
- Braceface (Fox Kids)
- Carl²
- Connor Undercover
- Delilah & Julius
- Die Wayside Schule
- Einfach Sadie!
- Geheimcode: Gittigitt
- Highschool Hallelujah
- Johnny Test
- Ricky Sprocket
- Toon Marty
- Top Wing – Helden mit zwei Flügeln

#### Niederlande
- Bad Candy
- Die magische Welt von Pardoes

#### Österreich
- Forscherexpress
- Tom Turbo

#### USA
- Aaahh!!! Monster (Das Erste)
- All Grown Up – Fast erwachsen
- Avatar – Der Herr der Elemente
- Barnyard – Der tierisch verrückte Bauernhof
- Bella and the Bulldogs
- Big Time Rush
- Bratz (Super RTL)
- Bucket & Skinner
- CatDog (RTL)
- Chalk Zone – Die Zauberkreide
- Clarissa
- Clueless
- Cosmo & Wanda – Wenn Elfen helfen
- Cousins fürs Leben
- Creepie
- Danny Phantom
- Das Geheimnis von Mu
- Die Biber Brüder
- Die Brüder Kratt – Der Natur auf der Spur
- Die Legende von Korra
- Die Pinguine aus Madagascar
- Die Thundermans
- Drake & Josh
- Die Ren-&-Stimpy-Show
- Emma, einfach magisch!
- Expedition der Stachelbeeren (KiKA)
- Familie X – In geheimer Mission
- Fanboy & Chum Chum (Nicktoons)
- Game Shakers – Jetzt geht’s App
- Gingers Welt (KiKA)
- Henry Danger
- Hey Arnold!
- iCarly
- Invader Zim
- Iron Man: Die Zukunft beginnt
- Jimmy Neutron (Super RTL)
- KaBlam!
- Kappa Mikey
- Katzekratz
- Kenan & Kel
- Knight Squad
- Kung Fu Panda – Die Serie
- Make It Pop
- Mighty B
- Monsuno
- My Little Pony – Freundschaft ist Magie
- Neds ultimativer Schulwahnsinn
- Nicky, Ricky, Dicky & Dawn
- Pete & Pete
- Planet Max
- Power Rangers Megaforce
- Power Rangers Super Megaforce
- Power Rangers Samurai
- Power Rangers Dino Charge
- Robot and Monster
- Rocket Power (KiKA)
- Rockos modernes Leben
- Rugrats
- Sabrina – Total Verhext! (ProSieben)
- Supah Ninjas
- Tak und die Macht des Juju
- Teenage Mutant Ninja Turtles
- Teenage Robot
- The Naked Brothers Band
- Transformers: Prime
- Transformers: Rescue Bots
- Trollz (Junior)
- Troop – Die Monsterjäger
- T.U.F.F. Puppy
- True Jackson
- Unfabulous
- Was geht, Noah? (KiKA)
- Victorious
- Voll Vergeistert
- Zoey 101

#### Vereinigtes Königreich
- Arthur, der Chaoskönig
- Die Geister von Ainsbury
- Die Mannohnekopf Show
- Diese Buxen Räuber
- Goldie's Oldies
- Genie in the House
- Lila und Braun
- Summer in Transylvania

### Nick Jr.

#### Belgien
- Uki

#### Deutschland
- Pixi Wissen TV

#### Kanada
- Henrys Welt
- Max & Ruby (Disney Channel)
- Miss Spider

#### Niederlande
- Paz

#### USA
- Allegras Freunde
- Backyardigans – Die Hinterhofzwerge
- Blue’s Clues – Blau und schlau (Super RTL)
- Die Glücksbärchis (RTL)
- Dora
- Emily Erdbeer
- Go, Diego, go
- Hops & Huper (Das Erste)
- My Little Pony – Freundschaft ist Magie
- Ni hao, Kai-lan
- Umizoomi
- Tickety Toc
- Wonder Pets!

#### Vereinigtes Königreich
- Bahn frei für Noddy
- Fifi und die Blumenkinder
- Traktor Tom